# Зосим
Зосим из Константинопоља (грч. Ζόσιμος, друга половина 5. века — почетак 6. века) био је источноримски (византијски) великодостојник, један од последњих паганских историчара и први који је писао након пада Западног римског царства 476. године.

## Биографија
О Зосимовом животопису знамо свега неколико података захваљујући белешкама које је у 9. веку сачинио велики библиофил и љубитељ антике, цариградски патријарх Фотије. Зосим је по овим белешкама био правни заступник царске благајне (advocatus fisci) и достојанственик (comes). Иако су од краја 4. века пагани законски били спречени да врше високе функције, Зосимов случај ипак показује да су у пракси поменути закони заобилажени. Фотије такође бележи да је Зосим био познат и по свом милитантном облику паганства и да је главни извор за његову Нову историју био такође ватрени паганин Еунапије из Сарда.
Нешто после 500. године, Зосим је на грчком саставио своју Нову историју у шест књига. На почетку дела, аутор је записао да му је узор Полибије из Мегалопоља који је у својој Историји приказао период од педесет и три године (220.-167. године п. н. е.) током којих су Римљани постали господари Средоземља. Међутим, Зосимова идеја водиља била је да прикаже обрнут процес тј како је Римско царство, захваљујући сопственим грешкама, у подједнако дугачком периоду изгубило надмоћ на Медитерану.
Зосим ипак није био ни велики мислилац ни историограф. Нова историја представља много дужи период: историју Царства од његовог првог цара Августа до догађаја који су непосредно довели до визиготске пљачке Рима 410. године. Прва књига сумарно приказује историју Царства у прва три века, друга, трећа и четврта описују историју 4. века, а последње две доба Теодосијевих наследника (395-410). У овако широкој нарацији Зосим се прилично удаљио од почетне идеје. Ако узмемо да се дело завршава 410. годином, можемо претпоставити да је аутор сматрао смрт последњег паганског цара Јулијана 363. као преломни тренутак након кога је почело незадрживо пропадање Царства. Два главна узрока опадања Зосим је видео у напуштању древних паганских култова и обичаја (нпр неодржавању Секуларних игара 313. године) зарад нове хришћанске вере и прихватање стално растућег броја варвара међу највише великодостојнике и војсковође Римског царства. Као савременик пада Западног римског царства, Зосим је за такав епилог неумерено кривио хришћанске цареве Константина и Теодосија. Његов став према Вандалу Стилихону, врховном заповеднику војске Западног царства у време цара Хонорија, открива трапав начин на који је буквално преписивао своје изворе.
Два главна извора која је Зосим користио били су хеленски историографи и пагани, већ поменути и Фотију познати Еунапије из Сарда и Олимпиодор из Тебе у Египту, на ког сам Зосим алудира. Еунапије (око 345. — после 414. год.) је саставио Историју у којој је обухватио догађаје од 270. до 414. године, а Олимпиодорово (пре 380. — после 425. год.) историографско дело период од 407. до 425. године. Еунапије је прекомерно грдио Стилихона, док га је Олимпијодор дискретно хвалио. Механички преписујући своје изворе, Зосим је у састављању Пете књиге, у опису догађаја из 407., неосетно прешао из једне у другу крајност у погледу оцене Стилихонове улоге.
Пошто је Еунапијево дело данас изгубљено, а Олимпијодорово сачувано само у фрагментима, дело компилатора Зосима добило је на историографској вредности. Нова историја је прворазредан извор за период од 395. до 410. године, али такође допуњује празнине у осталим изворима који приказују позноримску историју 3. и 4. века.
Зосимова историја стигла је до нас у само једном једином средњовековном препису који је изгледа настао у цариградском манастиру Студион, а доцније је чуван у Ватиканској библиотеци.